# 145 Adeona
Adeona (asteroide 145) é um asteroide da cintura principal com um diâmetro de 151,14 quilómetros, a 2,28687534 UA. Possui uma excentricidade de 0,14450785 e um período orbital de 1 596,38 dias (4,37 anos).
Adeona tem uma velocidade orbital média de 18,21711137 km/s e uma inclinação de 12,63676863º.
Este asteroide foi descoberto em 3 de Junho de 1875 por Christian Peters.
Este asteroide recebeu este nome em homenagem à deusa Adeona da mitologia romana.